# Zingiber peninsulare
Zingiber peninsulare är en enhjärtbladig växtart som beskrevs av Ida Theilade. Zingiber peninsulare ingår i släktet Zingiber och familjen Zingiberaceae. Inga underarter finns listade i Catalogue of Life.